# ヨーロッパスピードスケート選手権大会
ヨーロッパスピードスケート選手権大会（- せんしゅけんたいかい）は、一年に一度開催されるスピードスケートの欧州選手権大会である。第1回は男子が1893年、女子は1970年。
大会は隔年ごとに距離別とオールラウンド・スプリントで行われ、男子は500m・5000m・1500m・10000m、女子は500m・3000m・1500m・5000mのそれぞれ4種目を滑り、奇数年開催はタイムを得点に換算した合計ポイントで総合順位を争う。その場合の得点は、500mがタイムそのまま、それ以外の距離ではタイムを500mに換算（たとえば5000mならばタイム÷10）したものとなり、合計ポイントが少ない者が上位となる。最終種目に進めるのは男女とも12名で、3種目までの成績により選抜される。総合優勝者には月桂冠が授与される。2018年は初めて距離別で実施された。

## 歴代大会メダル獲得者
- 男子（英語版）
- 女子（英語版）